# Rawabi

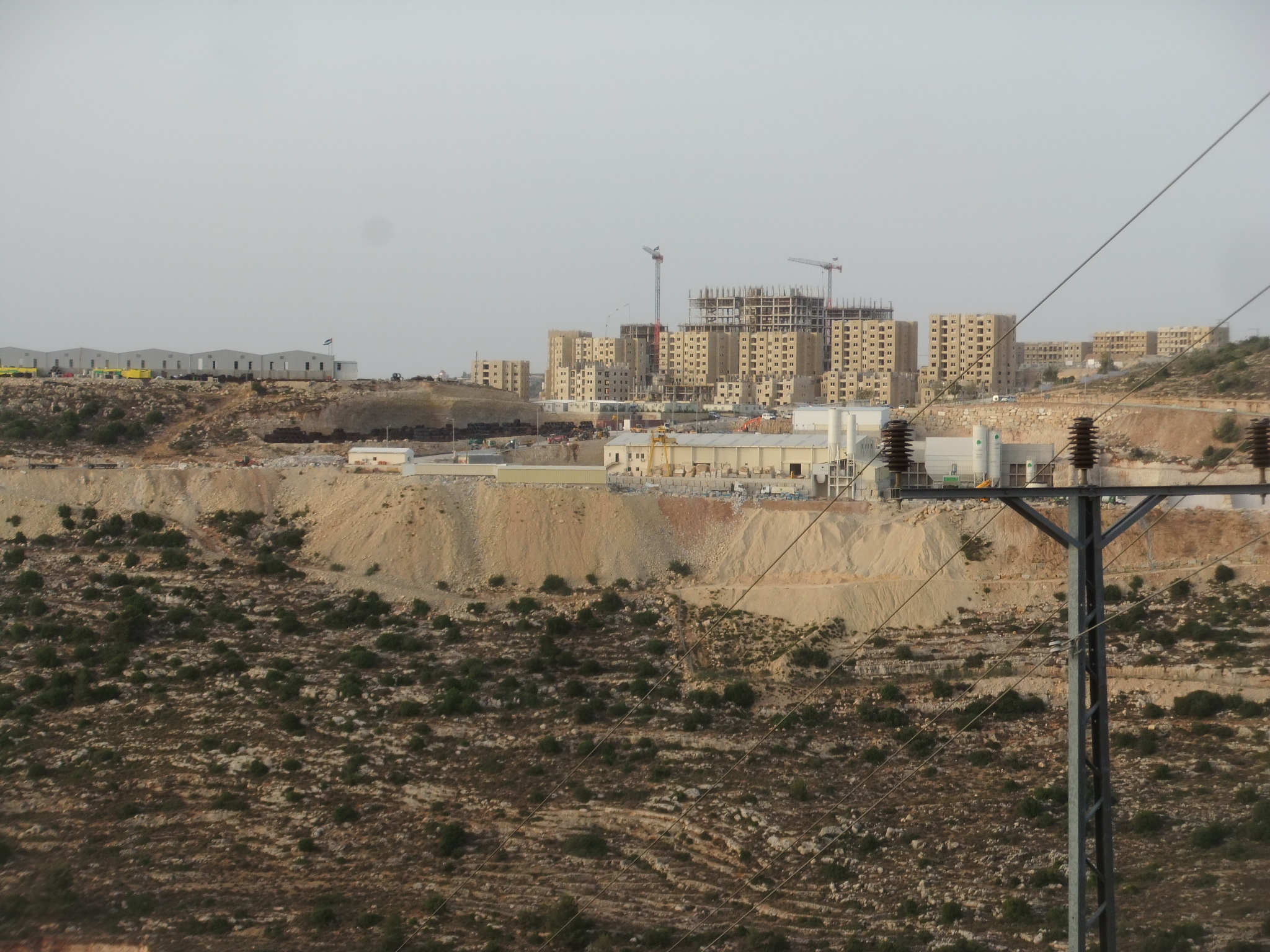
Clădiri în construcție la Rawabi

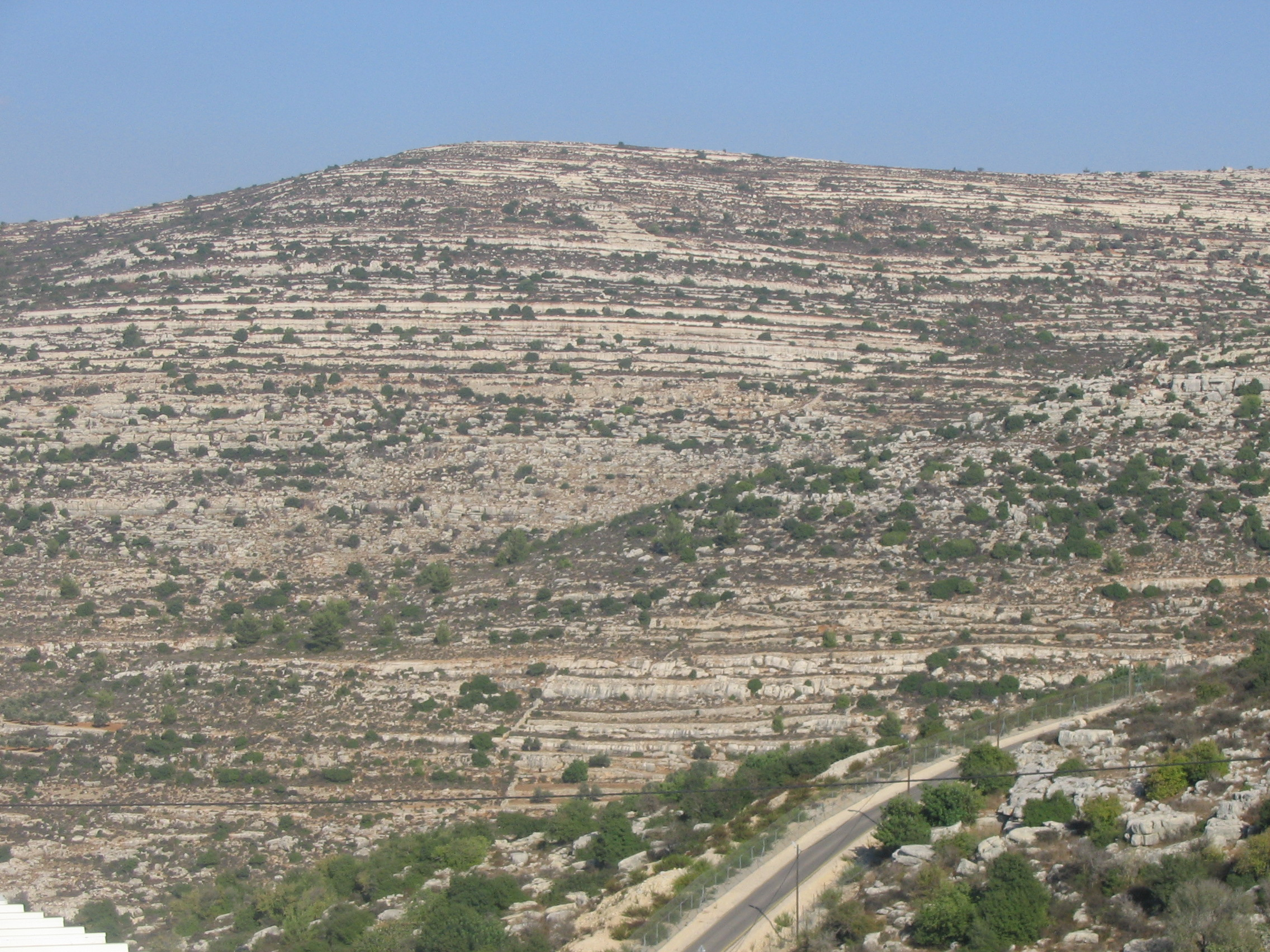
Locul ales pentru construirea orașului, în 2009, vedere dispre Ateret

Rawabi (în arabă:روابي, „dealuri”, în alfabet ebraic: רוואבי) este un oraș aflat în fază de construcție avansată, în Cisiordania, în regiunea Samaria, pe teritoriul administrat de Autoritatea Națională Palestiniană. Este primul oraș nou a cărui construcție, începută în anul 2009, a fost planificată de autoritățile palestiniene.  
Orașul se află la 9 km nord-vest de Ramallah, în zonele B și C, la limita zonei A, nu departe de așezarea de coloniști israelieni Ateret.
El se întinde pe o suprafață de 630 hectare. Într-o prima fază, localitatea era planificată pentru o populație de 25,000 locuitori și 6,000 unități locative, iar în viitor se prevede adăugarea de locuințe pentru o populație de 40,000 de locuitori.
Rawabi este destinat mai ales păturii de nivel economico-social mijlociu-înalt a societății palestiniene. Orașul va include școli, grădinițe, hoteluri, centre comerciale, locuri de divertisment, cafenele, restaurante și parcuri. Circa 60% din suprafața orașului urmează să fie acoperită de spații verzi. S-a construit un centru municipal de cultură și divertisment care include un amfiteatru imens cu 15,000 locuri, cel mai mare de acest fel din Orientul Apropiat, instalații și terenuri de sport, cascade, mall-uri. Se prevede și înființarea unei pepiniere high tech. Localitatea va urma să furnizeze 5,000 locuri de muncă.
 
Până în anul 2015 s-a încheiat construcția a două cartiere ale orașului. Până în anul 2018 s-au așezat în oraș circa 3000 persoane. 
Inițiatorul proiectului este omul de afaceri Bashar Al Masri, dintr-o familie înstărită din Nablus, având sprijinul financiar al Qatarului. 
Trustul Beyti care a fost creat in acest scop se află în proprietatea comună a lui Al Massri și al Companiei de stat pentru investiții a Qatarului  (Qatar Diyar) care deține majoritatea acțiunilor.
După mărturia lui Al Masri, costul proiectului va fi de peste un miliard de dolari, din care el a recrutat 700 milioane într-o singură vizită la Qatar.  

Din cauza disputei dintre Israel și Autoritatea Palestiniană, Israelul a împiedicat până în anul 2015 racordarea localității la rețeaua de apă, ceea ce a dus la amânarea populării orașului.